# Dame-Marie (Orne)
Dame-Marie település Franciaországban, Orne megyében. Lakosainak száma 156 fő (2022. január 1.). Dame-Marie Appenai-sous-Bellême, La Chapelle-Souëf, Saint-Cyr-la-Rosière, Perche en Nocé és Belforêt-en-Perche községekkel határos.

## Népesség
A település népességének változása:
| Lakosok száma | 175  | 164  | 158  | 144  | 141  | 138  | 135  | 146  | 156  |
|               | 2013 | 2015 | 2016 | 2017 | 2018 | 2019 | 2020 | 2021 | 2022 |